# Tadeusz Krokowski
Tadeusz Józef Albin Krokowski (ur. 4 września 1894 w Stanisławowie, zm. między 20 a 22 kwietnia 1940 w Katyniu) – podporucznik uzbrojenia rezerwy Wojska Polskiego, doktor chemii, ofiara zbrodni katyńskiej.

## Życiorys
Syn Zygmunta i Eleonory z Kucharskich. Absolwent Uniwersytetu Jana Kazimierza we Lwowie.
W okresie międzywojennym pracował jako adiunkt Zakładu Chemii Ogólnej z Oddziałem Chemii i Technologii Chemicznej Drewna Wydziału Rolniczo-Leśnego Uniwersytetu Poznańskiego. Publikował w wydawnictwach naukowych.
W 1924 roku był oficerem rezerwy 41 pułku piechoty w stopniu podporucznika ze starszeństwem z dniem 1 czerwca 1923 i 81 lokatą w korpusie oficerów rezerwy. W 1934 był w kadrze 7 Oddziału Służby Uzbrojenia i podlegał pod PKU Poznań–Miasto.
W kampanii wrześniowej wzięty do niewoli radzieckiej. Według stanu na kwiecień 1940 był jeńcem obozu w Kozielsku. Między 19 a 21 kwietnia 1940 przekazany do dyspozycji naczelnika smoleńskiego obwodu NKWD – lista wywózkowa 032/2 poz. 61 nr akt 1348 z 16.04.1940. Został zamordowany między 20 a 22 kwietnia 1940 przez NKWD w lesie katyńskim. Zidentyfikowany podczas ekshumacji prowadzonej przez Niemców w 1943, zapis w dzienniku ekshumacji pod datą 26.05.1943. Przy szczątkach Tadeusz Krokowskiego w mundurze oficerskim znaleziono dyplom doktorski, legitymację urzędnika państwowego, list, karty wizytowe, złotą obrączkę i medalik. Polska lista PCK podaje, że przy Krokowskim znaleziono jeszcze fotografię, różaniec i podaje zamiast obrączki pierścionek z rubinem. Figuruje na liście AM 254–3366 i liście Komisji Technicznej PCK pod numerem: GARF-122-03366. Nazwisko Krokowskiego znajduje się na liście ofiar (pod nr 3366) opublikowanej w Gońcu Krakowskim nr 170, w Nowym Kurierze Warszawskim nr 165 z 1943. Krewni do 1947 poszukiwali informacji przez Biuro Informacji i Badań Polskiego Czerwonego Krzyża w Warszawie.

## Życie prywatne
Żonaty z Eugenią z Danhoferów, miał córki Krystynę i Danutę oraz synów Lesława i Ryszarda.

## Upamiętnienie
5 października 2007 minister obrony narodowej Aleksander Szczygło mianował go pośmiertnie na stopień porucznika. Awans został ogłoszony 10 listopada 2007 w Warszawie, w trakcie uroczystości „Katyń Pamiętamy – Uczcijmy Pamięć Bohaterów”.
Krzyż Kampanii Wrześniowej – zbiorowe, pośmiertne odznaczenie pamiątkowe wszystkich ofiar zbrodni katyńskiej (1 stycznia 1986)

## Ordery i odznaczenia
- Brązowy Medal „Za długoletnią służbę”
- Medal Dziesięciolecia Odzyskanej Niepodległości